# Walter Ruttmann
Walter Ruttmann (také Walther Ruttmann; 28. prosince 1887, Frankfurt nad Mohanem – 15. července 1941, Berlín) byl německý filmový režisér, vedle Hanse Richtera nejvýznamnější představitel německého abstraktního filmu.

## Život
Narodil se ve Frankfurtu nad Mohanem jako syn zámožného obchodníka. Otec sice brzy zemřel, ale rodina, tvořená ještě matkou a dvěma staršími sestrami, zůstala poměrně dobře materiálně zajištěna. To umožnilo Walterovi věnovat se hudbě, o kterou projevoval zájem už v raném věku, a ve dvanácti letech začal hrál na violoncello. Poté, co v roce 1905 získal na frankfurtském gymnáziu maturitu, odešel do Curychu, aby zde zahájil studium architektury. To však po dvou letech přerušil a přesídlil do Mnichova, kde se rozhodl studovat malířství. Přitom bylo rozvíjeno i jeho hudební nadání, když spolu s přítelem hrával po kavárnách. Jeho první úspěchy byly v oblasti výtvarného umění – několikrát zvítězil v plakátové soutěži a z příjmů ze svého umění mohl poměrně dobře žít až do roku 1914.
V roce 1913 byl povolán do armády. Nejdříve sloužil v Darmstadtu, krátce po vypuknutí první světové války byl poslán na východní frontu. Zde působil jako poručík dělostřelectva a důstojník plynové obrany. Válku snášel velmi těžce, kvůli špatnému zdravotnímu stavu často pobýval v sanatoriích, poté, co byl v roce 1917 propuštěn, se do Německa vrátil jako rozhodný odpůrce války.
Po válce se nejdříve dále věnoval malířství, narůstal však také jeho zájem o filmovou techniku. Brzy si pořídil vlastní kameru a začal experimentovat. Kinematografie pro něj znamenala nový druh výtvarného umění, odmítal hraný film, film jako román. Založil Ruttmann-Film s.r.o. se sídlem v Mnichově a zkonstruoval vlastní trikový stůl, který si v červnu 1920 nechal patentovat. Tři čtvrtě roku potom pracoval na svém prvním filmu, který měl veřejnou premiéru 27. dubna 1921 v Berlíně. 12minutový ryze abstraktní Lichtspiel Opus 1 je sestavený z asi 10000 samostatně barvených obrazů a představuje hru různobarevných ploch a tvarů. Hudebním podklad pochází od Maxe Buttinga. Jednalo se o vůbec první veřejné představení abstraktního filmu v Německu.
V následujících letech postupně představil ještě další tři části série Lichtspiel Opus, mimo to se podílel i na jiných projektech. Vyráběl pozadí k filmu Dobrodružství prince Ahmeda Lotte Reinigera, jehož prostřednictvím se mu také dostalo nabídky Fritze Langa účasti na jeho filmu Nibelungové, kde tvořil animované sekvence sokolího snu.
Po letech studiové výroby abstraktních filmů ho omezení s tím spojená přivedla k potřebě práce se skutečným materiálem. Na základě myšlenky Carla Mayera vznikl v roce 1927 Ruttmannův nejúspěšnější film, umělecký dokument Berlín: Symfonie velkoměsta. Jeho cílem bylo vytvoření vizuální symfonie použitím autentických záběrů zachycených kameramany v ulicích Berlína. Využívá metodu montáže s obzvláštním důrazem na tempo a rytmus. Koncipován je jako jeden všední den ve velkoměstě od rána do půlnoci, zachycuje společenský život ve všech úrovních, technický a průmyslový rozvoj Berlína ve dvacátých letech, všech předmětů ale užívá pouze jako prostředku k rytmické skladební kompozici, kterou se snaží diváka upoutat. Výjimečně dbal na dokonalý soulad mezi obrazem a hudbou, kterou pro tento film ve spolupráci s režisérem vytvářel skladatel Edmund Meisel. Z původní skladby se však dochovala pouze klavírní verze. Film měl premiéru 23. září 1927 v Berlíně a setkal se s poměrně pozitivním přijetím, zároveň ale, nahlížený jako dokument, mu byl vyčítán přílišný důraz na estetickou stránku na úkor vystižení sociálního rozměru města.
V dalších letech začal experimentovat také se zvukem. I na něj aplikoval metodu montáže a už v roce 1928 vznikl zvukový film Německý rozhlas, který se ale nedochoval. O rok později vytvořil, původně jako reklamní film pro Hamburg-Amerika-Linie, Melodii světa. čtyřicetiminutový, tehdy nejdelší film se zvukem, používá materiál z celého světa (z velké části nenatočený jím samotným) a utváří komplexy témat jako architektura, doprava, náboženství, válka nebo práce. Na počátku roku 1930 se vrátil do Berlína, aby zde realizoval tentokrát rozhlasovou hru Víkend. Skládá se z nejrůznějších ruchů, útržků rozhovorů nebo písní zachycených v reálných podmínkách – v ulicích, na nádražích nebo v továrnách.
Dále pracoval na různých malých projektech, točil na zakázku, například osvětový film o pohlavních chorobách Nepřítel v krvi (1931). Spolupracoval s různými režiséry, společně se Sergejem Ejzenštejnem a Hansem Richterem natočili film, který ale zůstal ztracený. Stal se uměleckým spolupracovníkem francouzského režiséra Abela Gance. Nabídku natočit svůj první hraný film dostal ve fašistické Itálii. Tak vznikl film Ocel, tragický milostný příběh z prostředí oceláren v Terni, v nacistickém Německu později dostal název Arbeit macht glücklich.
V roce 1933 se vrátil do Německa. Mnoho jeho přátel po uchopení moci národními socialisty opustilo zemi, Ruttmann se ale se systémem sžil. S režisérkou Leni Riefenstahlovou spolupracoval na tvorbě nacistického propagandistického filmu Triumf vůle. Měl za úkol vytvořit prolog o vzestupu NSDAP, ve výsledku však jeho příspěvek nebyl použit a od Ruttmanna v tomto filmu pochází pouze úvodní titulky.
Od roku 1935 byl úředníkem UFA a dostával menší zakázky, realizoval reklamní a průmyslové filmy, v roce 1940 ještě dva propagandistické filmy o produkci zbraní.

## Filmografie
- 1921 Lichtspiel Opus I
- 1921 Lichtspiel Opus II
- 1924 Lichtspiel Opus III
- 1925 Lichtspiel Opus IV
- 1927 Berlín: Symfonie velkoměsta (Berlin: Die Sinfonie der Großstadt)
- 1928 Německý rozhlas (Deutscher Rundfunk)
- 1929 Melodie světa (Melodie der Welt)
- 1931 Nepřítel v krvi (Feind im Blut)
- 1933 Ocel (Acciaio/Arbeit macht glücklich)
- 1934 Altgermanische Bauernkultur
- 1938 Im Dienste der Menschheit
- 1938 Henkel - Ein deutsches Werk in seiner Arbeit
- 1940 Deutsche Waffenschmieden
- 1940 Deutsche Panzer

a další